# Чемпионат России по футболу среди женщин 2018
Чемпионат России по футболу среди женщин 2018 — 27-й сезон Высшего дивизиона в системе женских футбольных лиг России. Сезон начался 18 апреля 2018 года и завершился 23 октября 2018 года. Чемпионом в четвертый раз стала Рязань-ВДВ. Чертаново впервые завоевало серебряные медали.

## Участники
Сводная статистика участников
учтены матчи завершённых сезонов
без учёта мячей забитых в сериях послематчевых пенальти
с учётом технических результатов
легенда
 — команда была Чемпионом
 — команда была вице-чемпионом
 — команда была бронзовый призёром
| команда      | команда    | сезоны | сезоны                     | Результаты выступлений | Результаты выступлений | Результаты выступлений | Результаты выступлений | Результаты выступлений | Результаты выступлений | Результаты выступлений | Результат в сезоне 2017    | Примечания                                                                        |
| наименование | город      | #      | года                       | И                      | В                      | Н                      | П                      | ЗМ                     | ПМ                     | РМ                     | Результат в сезоне 2017    | Примечания                                                                        |
| ------------ | ---------- | ------ | -------------------------- | ---------------------- | ---------------------- | ---------------------- | ---------------------- | ---------------------- | ---------------------- | ---------------------- | -------------------------- | --------------------------------------------------------------------------------- |
| Рязань-ВДВ   | Рязань     | 20     | 1997—2003, 2005—2017       | 360                    | 186                    | 53                     | 121                    | 733                    | 465                    | +268                   | Высший дивизион, 2-е место | ВДВ (1997—1999) Рязань-ТНК (2000—2003)                                            |
| Чертаново    | Москва     | 19     | 1992—2007, 2015—2017       | 357                    | 123                    | 54                     | 180                    | 440                    | 677                    | -237                   | Высший дивизион, 3-е место | СКИФ (Малаховка) (1992) СКИФ-Фемина (Малаховка) (1993) Чертаново-СКИФ (1994—1996) |
| Кубаночка    | Краснодар  | 15     | 1992, 1996—2001, 2010—2017 | 292                    | 79                     | 47                     | 166                    | 269                    | 478                    | -209                   | Высший дивизион, 5-е место | Седин-Шисс (1992)                                                                 |
| Звезда-2005  | Пермь      | 11     | 2007—2017                  | 198                    | 130                    | 24                     | 44                     | 448                    | 181                    | +267                   | Высший дивизион, 1-е место |                                                                                   |
| ЦСКА         | Москва     | 4      | 1992—1993, 2016—2017       | 79                     | 21                     | 21                     | 37                     | 60                     | 105                    | -45                    | Высший дивизион, 4-е место | ЦСКА-Новая Инициатива (1992)                                                      |
| Енисей       | Красноярск | 1      | 2017                       | 14                     | 2                      | 1                      | 11                     | 5                      | 25                     | -20                    | Высший дивизион, 7-е место |                                                                                   |
| Торпедо      | Ижевск     | —      | —                          | —                      | —                      | —                      | —                      | —                      | —                      | —                      | Первый дивизион, 2-е место | дебютант                                                                          |
| Локомотив    | Москва     | —      | —                          | —                      | —                      | —                      | —                      | —                      | —                      | —                      | —                          | дебютант                                                                          |

1. ↑  не учтён сезон 2004 года: «Рязань-ВДВ» провела 2 матча и снялась с розыгрыша
2. ↑  не учтён сезон 2014 года: «Чертаново» провело 3 матча и снялось с розыгрыша (заменяя снявшийся с розыгрыша «ЦСП Измайлово»)
3. ↑  «Локомотив» (Москва) в последний раз выступал в чемпионатах России в Первой лиге 1993, вновь созданная команда была заявлена вместо «Россиянки» (Химки), которая была расформирована и объединена с ЦСКА (Москва)

## Места проведения соревнований
| Команда     | Стадион         |
| ----------- | --------------- |
| Енисей      | Арена Енисей    |
| Звезда-2005 | Звезда          |
| Кубаночка   | Кубань          |
| Локомотив   | Сапсан Арена    |
| Рязань-ВДВ  | Спартак         |
| Торпедо     | Купол           |
| ЦСКА        | Октябрь         |
| Чертаново   | Арена Чертаново |

## Официальные представители
| Клуб        | Главный тренер        | Капитан            |
| ----------- | --------------------- | ------------------ |
| Енисей      | Олег Гарин            | Маргарита Широкова |
| Звезда-2005 | Елена Суслова         | Олеся Курочкина    |
| Кубаночка   | Татьяна Зайцева       | Яна Чуб            |
| Локомотив   | Елена Фомина          | Анна Кожникова     |
| Рязань-ВДВ  | Константин Климашин   | Екатерина Самсон   |
| Торпедо     | Константин Кайгородов | Дарья Еременкова   |
| ЦСКА        | Александр Григорян    | Эльвира Тодуа      |
| Чертаново   | Сергей Лаврентьев     | Юлия Гордеева      |

## Турнирная таблица
| Поз | Команда               | И  | В  | Н | П  | МЗ | МП | РМ  | О  | Квалификация или выбывание |
| --- | --------------------- | -- | -- | - | -- | -- | -- | --- | -- | -------------------------- |
| 1   | Рязань-ВДВ (Рязань)   | 14 | 10 | 3 | 1  | 21 | 3  | +18 | 33 | Плей-офф Лиги чемпионов    |
| 2   | Чертаново (Москва)    | 14 | 8  | 2 | 4  | 22 | 20 | +2  | 26 | Плей-офф Лиги чемпионов    |
| 3   | Звезда-2005 (Пермь)   | 14 | 8  | 1 | 5  | 21 | 14 | +7  | 25 |                            |
| 4   | ЦСКА (Москва)         | 14 | 7  | 4 | 3  | 20 | 10 | +10 | 25 |                            |
| 5   | Кубаночка (Краснодар) | 14 | 6  | 2 | 6  | 17 | 14 | +3  | 20 |                            |
| 6   | Локомотив (Москва)    | 14 | 5  | 5 | 4  | 22 | 8  | +14 | 20 |                            |
| 7   | Енисей (Красноярск)   | 14 | 2  | 3 | 9  | 9  | 21 | −12 | 9  |                            |
| 8   | Торпедо (Ижевск)      | 14 | 0  | 0 | 14 | 1  | 43 | −42 | 0  |                            |

1. 1 2  Число побед во всех матчах: Звезда-2005: 8, ЦСКА: 7
2. 1 2  Число побед во всех матчах: Кубаночка: 6, Локомотив: 5

Правила классификации:

Пункт 5.4. В случае равенства очков у двух и более команд места команд в таблице Чемпионата определяются:
− по наибольшему числу побед во всех матчах;
− по результатам игр между собой (число очков, число побед, разность забитых и пропущенных мячей, число забитых мячей, число мячей забитых на чужом поле);
− по лучшей разности забитых и пропущенных мячей во всех матчах;
− по наибольшему числу забитых мячей во всех матчах;
− по жребию.
Пункт 5.4.1 При абсолютном равенстве всех показателей, указанных в п.5.4, кроме жребия, победитель Чемпионата между Командами, занявшими 1-е и 2-е места, определяется в дополнительном Матче. Время, место и условия проведения этого Матча определяются ДЖФ с учётом мнений Клубов - участников Матча.

## Результаты матчей
8 команд сыграли каждая с каждой в два круга (дома и в гостях).
| Клуб        | Енисей | Звезда-2005 | Кубаночка | Локомотив | Рязань-ВДВ | Торпедо | ЦСКА | Чертаново |
| ----------- | ------ | ----------- | --------- | --------- | ---------- | ------- | ---- | --------- |
| Енисей      |        | 0:2         | 1:1       | 0:0       | 0:3        | 1:0     | 1:2  | 1:2       |
| Звезда-2005 | 2:0    |             | 1:0       | 2:1       | 0:3        | 3:0     | 1:1  | 4:1       |
| Кубаночка   | 1:0    | 0:3         |           | 0:1       | 0:0        | 4:0     | 3:1  | 2:1       |
| Локомотив   | 1:1    | 2:0         | 0:1       |           | 0:1        | 5:0     | 0:0  | 7:1       |
| Рязань-ВДВ  | 1:0    | 3:0         | 1:0       | 0:0       |            | 4:0     | 0:1  | 1:1       |
| Торпедо     | 0:3    | 0:2         | 1:4       | 0:4       | 0:2        |         | 0:2  | 0:2       |
| ЦСКА        | 3:0    | 2:0         | 2:1       | 1:1       | 0:1        | 4:0     |      | 1:1       |
| Чертаново   | 3:1    | 2:1         | 2:0       | 1:0       | 1:2        | 3:0     | 1:0  |           |

 Домашняя победа  •  Ничья •  Домашнее поражение

## Потуровая таблица
Данные таблицы следует читать так: клуб занимает после завершения N тура и до начала N+1 тура соответствующее место.
| № тура / Команда | 1          | 2 | 3 | 4 | 5 | 6 | 7 | 8 | 9 | 10 | 11 | 12 | 13 | 14 |   |
| ---------------- | ---------- | - | - | - | - | - | - | - | - | -- | -- | -- | -- | -- | - |
| № тура / Команда | Рязань-ВДВ | 6 | 3 | 3 | 4 | 3 | 3 | 1 | 1 | 1  | 1  | 1  | 1  | 1  | 1 |
| Чертаново        | 7          | 4 | 4 | 3 | 4 | 4 | 4 | 4 | 3 | 3  | 3  | 2  | 3  | 2  |   |
| Звезда-2005      | 2          | 1 | 1 | 1 | 1 | 2 | 3 | 3 | 2 | 2  | 2  | 3  | 2  | 3  |   |
| ЦСКА             | 3          | 2 | 2 | 2 | 2 | 1 | 2 | 2 | 4 | 4  | 4  | 5  | 4  | 4  |   |
| Кубаночка        | 1          | 5 | 5 | 5 | 5 | 5 | 5 | 5 | 5 | 5  | 5  | 4  | 5  | 5  |   |
| Локомотив        | 5          | 7 | 6 | 6 | 7 | 6 | 6 | 6 | 6 | 6  | 6  | 6  | 6  | 6  |   |
| Енисей           | 4          | 6 | 7 | 7 | 6 | 7 | 7 | 7 | 7 | 7  | 7  | 7  | 7  | 7  |   |
| Торпедо          | 8          | 8 | 8 | 8 | 8 | 8 | 8 | 8 | 8 | 8  | 8  | 8  | 8  | 8  |   |

## Статистика чемпионата
| М | Игрок           | Клуб       | ГЗ (П) |
| - | --------------- | ---------- | ------ |
| 1 | Елена Данилова  | Рязань-ВДВ | 11 (1) |
| 2 | Марина Кисконен | Чертаново  | 8      |
| 3 | Нелли Коровкина | Чертаново  | 7 (2)  |

| М | Игрок             | Клуб       | ГП |
| - | ----------------- | ---------- | -- |
| 1 | Оксана Еремеева   | Рязань-ВДВ | 3  |
| 1 | Марина Кисконен   | Чертаново  | 3  |
| 1 | Надежда Колтакова | Рязань-ВДВ | 3  |
| 1 | Елена Морозова    | Рязань-ВДВ | 3  |
| 1 | Надежда Смирнова  | ЦСКА       | 3  |
| 1 | Нелли Коровкина   | Чертаново  | 3  |
| 1 | Алёна Рузина      | Локомотив  | 3  |

| М | Игрок            | Клуб       | Г+П       |
| - | ---------------- | ---------- | --------- |
| 1 | Елена Данилова   | Рязань-ВДВ | 11 (11+0) |
| 1 | Марина Кисконен  | Чертаново  | 11 (8+3)  |
| 3 | Нелли Коровкина  | Чертаново  | 10 (7+3)  |
| 4 | Надежда Смирнова | ЦСКА       | 8 (5+3)   |

### Рекорды сезона
- Самая крупная победа хозяев (+6): 7:1 в матче «Локомотив»—«Чертаново», 14 октября 2018
- Самая крупная победа гостей (+4): 0:4 в матче «Торпедо»—«Локомотив», 28 мая 2018
- Наибольшее количество забитых мячей в одном матче (8): 7:1 в матче «Локомотив»—«Чертаново», 14 октября 2018
- Наибольшее количество голов, забитых одной командой в матче (7): 7:1 в матче «Локомотив»—«Чертаново», 14 октября 2018
- Самый популярный счёт (1:0): 12 раз (21,43% от всех матчей)

## Символическая сборная
Символическая сборная женского Чемпионата России-2018 по футболу.
| Вратарь                    | Защитники                       | Защитники                  | Защитники                     | Защитники            | Полузащитники                     | Полузащитники           | Полузащитники                      | Полузащитники               | Нападающие                  | Нападающие                  |
| Вратарь                    | ЛЗ                              | ЛЦЗ                        | ПЦЗ                           | ПЗ                   | ЛПз                               | ЛЦПз                    | ПЦПз                               | ППз                         | ЛН                          | ПН                          |
| -------------------------- | ------------------------------- | -------------------------- | ----------------------------- | -------------------- | --------------------------------- | ----------------------- | ---------------------------------- | --------------------------- | --------------------------- | --------------------------- |
| Татьяна Щербак (Кубаночка) | Анастасия Акимова (Звезда-2005) | Анна Кожникова (Локомотив) | Анна Беломытцева (Рязань-ВДВ) | Ольга Чернова (ЦСКА) | Екатерина Пантюхина (Звезда-2005) | Надежда Смирнова (ЦСКА) | Маргарита Черномырдина (Чертаново) | Марина Кисконен (Чертаново) | Елена Данилова (Рязань-ВДВ) | Нелли Коровкина (Чертаново) |